# Téli bangita
A téli bangita (Viburnum tinus) a mácsonyavirágúak (Dipsacales) rendjébe, ezen belül a pézsmaboglárfélék (Adoxaceae) családjába tartozó faj.

## Előfordulása
A téli bangita eredeti előfordulási területe a Földközi-tenger térsége, úgy Európában mint Észak-Afrikában is. Ázsia délnyugati részén is fellelhető Izraeltől egészen Törökországig. Manapság dísznövényként és gyógynövényként számos helyen termesztik.

## Alfajai, változatai
- Viburnum tinus subsp. tinus - Földközi-térség
- Viburnum tinus subsp. rigidum (szinonimája: V. rigidum) - Kanári-szigetek
- Viburnum tinus subsp. subcordatum - Azori-szigetek
- Viburnum tinus var. hirtulum
- Viburnum tinus var. lucidum

## Megjelenése
Ez a növény egy cserje, ritkábban kis fa, mely általában 2-7 méter magasra és 3 méter szélesre nő meg. A lomkoronája sűrű és kerek. A levelei örökzöldek és akár 2-3 évig is élhetnek. A levelek átellenesen ülnek és ovális alakúak; 4-10 centiméter hosszúak és 2-4 centiméter szélesek. A leveleken kis üregek vannak, melyekben ragadozó életmódot folytató atkák (Acari) élnek. Virágai kicsik, fehérek vagy világos rózsaszínűek és 5-10 centiméter átmérőjű virágzatokba tömörülnek. A bimbók vöröses-rózsaszínek. A virágok kétneműek és öt szirmuk van. Októbertől júniusig virágzik. A megporzást a rovarok végzik. A termése sötétkékes-fekete csonthéjas termés.

## Életmódja
Az úgynevezett Földközi-térségre jellemző macchia egyik növénye; a tölgyeseket is kedveli. Az árnyékos és nedves területeken telepszik meg; 0-800 méteres tengerszint fölötti magasságok között.
A Royal Horticultural Society adatai szerint, az Egyesült Királyságban a Pyrrhalta viburni nevű levélbogárféle (Chrysomelidae) a legfőbb kártevője.

## Felhasználása
Amellett, hogy dísznövényként termesztik a kertekben, a téli bangitát gyógynövényként is hasznosítják. A növény úgynevezett viburnint és csersavat tartalmaz. A levelei lázcsillapítóként használhatók. A termése székrekedés ellen jó.
A következő kitenyésztett változatok elnyerték a The Royal Horticultural Society a Royal Horticultural Society Award of Garden Merit, azaz nagyjából Kerti Termesztésre Érdemes Növény Díját: 'Eve Price', 
'French White' és 'Gwenllian'.

## Képek

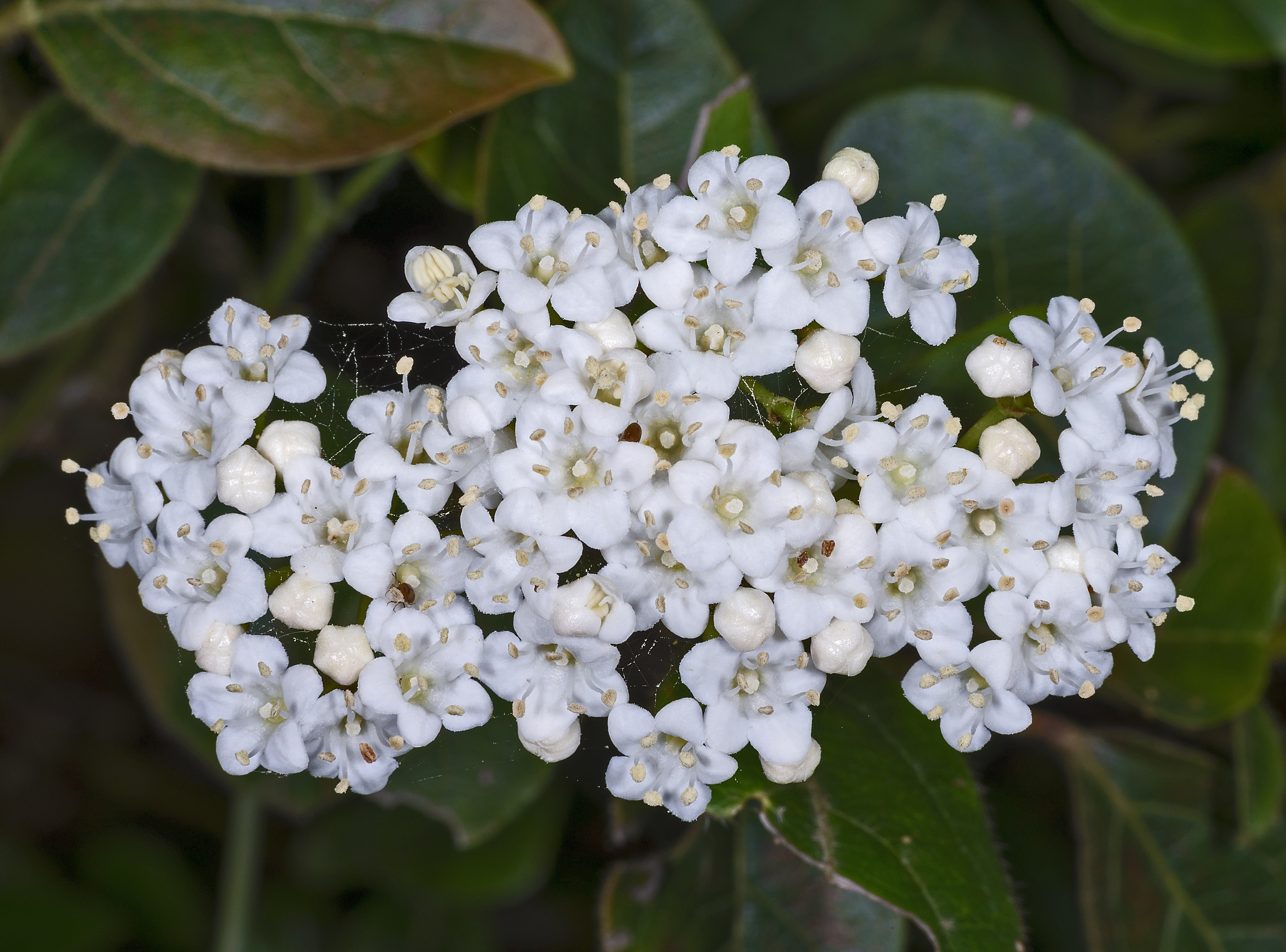
Virágzatai
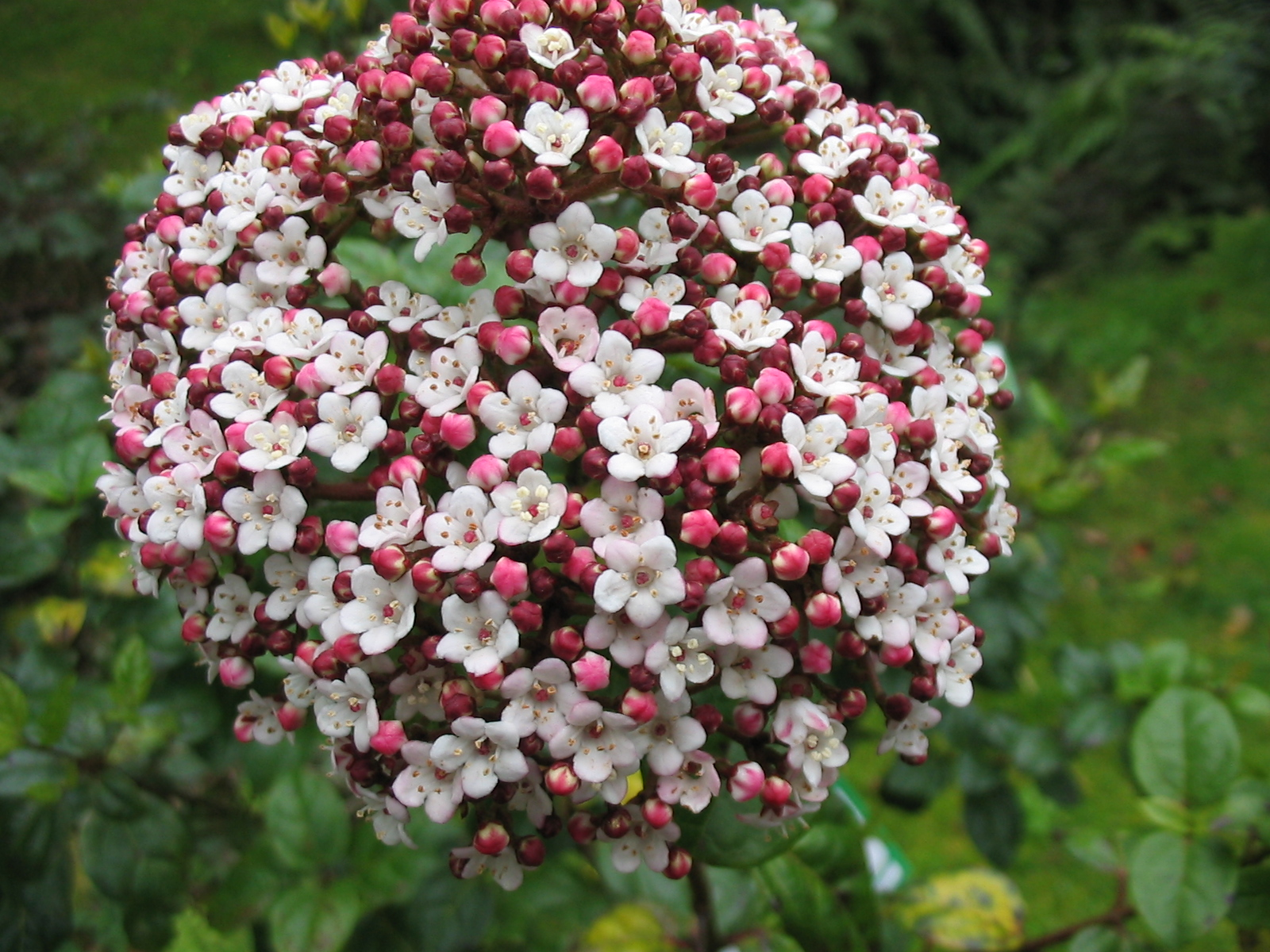
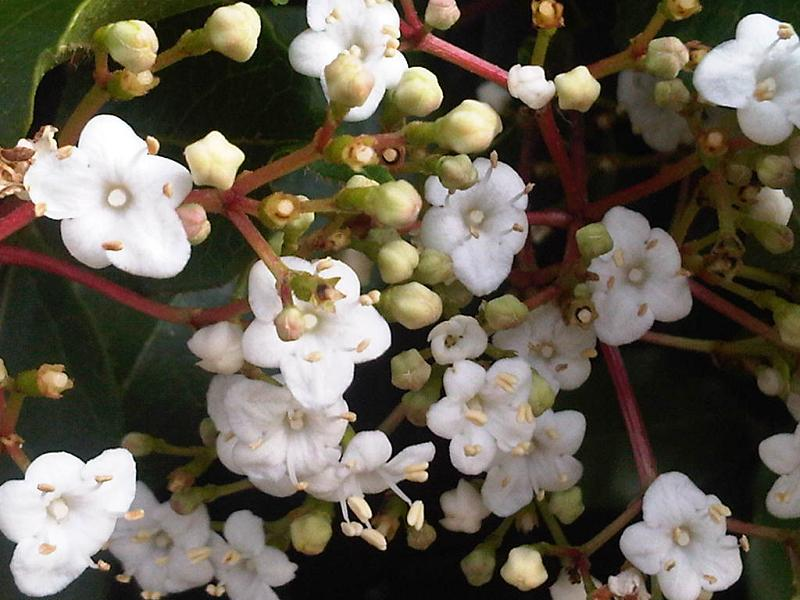
Virágai közelről
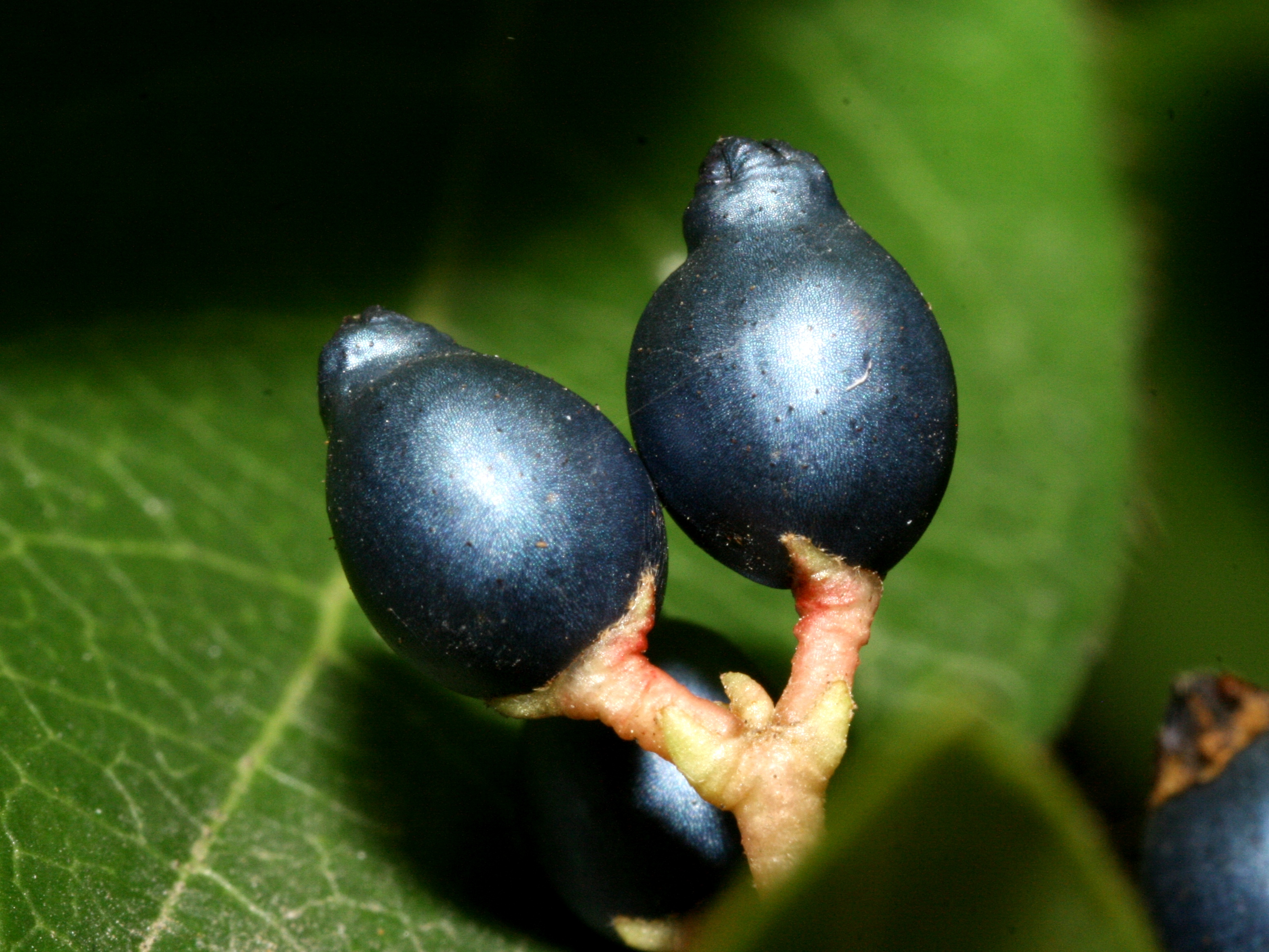
Termései
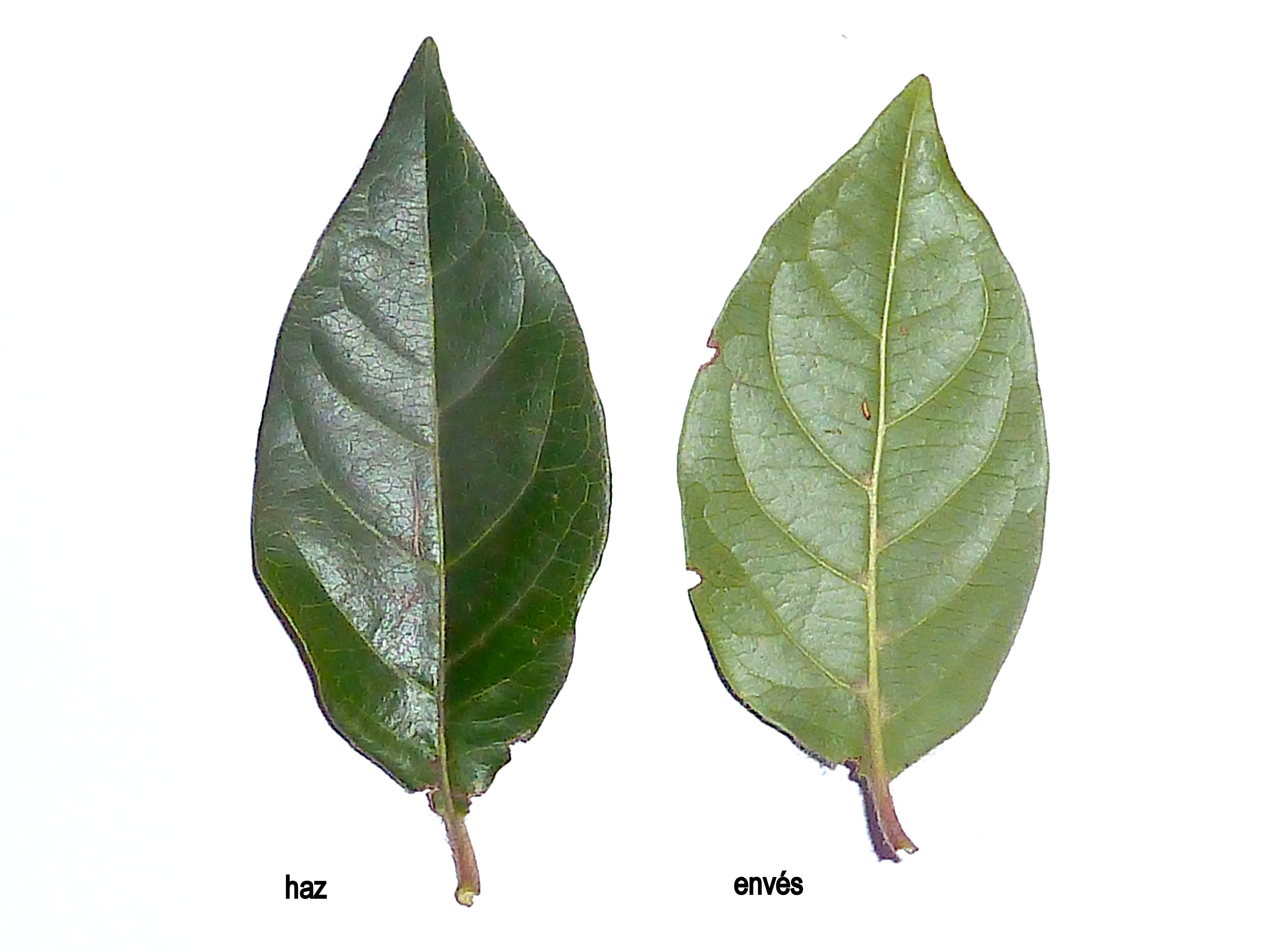
Levelei
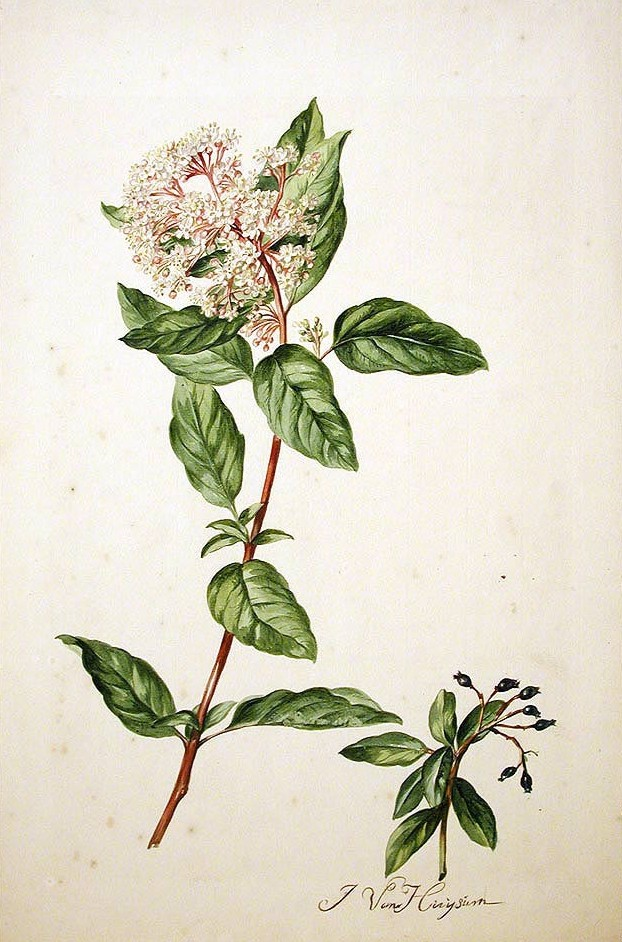
Rajz a növényről

### Fordítás
- Ez a szócikk részben vagy egészben  a   Viburnum tinus című angol Wikipédia-szócikk ezen változatának fordításán alapul.  Az eredeti cikk szerkesztőit annak laptörténete sorolja fel. Ez a jelzés csupán a megfogalmazás eredetét és a szerzői jogokat jelzi, nem szolgál a cikkben szereplő információk forrásmegjelöléseként.